# Енге-Занде
Енге-Занде (њем. Enge-Sande) општина је у њемачкој савезној држави Шлезвиг-Холштајн. Једно је од 132 општинска средишта округа Нордфризланд. Према процјени из 2010. у општини је живјело 1.114 становника. Посједује регионалну шифру (AGS) 1054167.

## Географски и демографски подаци
Енге-Занде се налази у савезној држави Шлезвиг-Холштајн у округу Нордфризланд. Општина се налази на надморској висини од 11 метара. Површина општине износи 24,8 km². У самом мјесту је, према процјени из 2010. године, живјело 1.114 становника. Просјечна густина становништва износи 45 становника/km².

## Међународна сарадња
| Мјесто    | Држава    | Врста сарадње | Од    |
| --------- | --------- | ------------- | ----- |
| Бирстонас | Литванија | партнерство   | 1997. |
| Тондерн   | Данска    | контакт       | 1972. |
| Извор     |           |               |       |